# 玉造町
玉造町（たまつくりまち）は、かつて茨城県行方郡にあった町である。2005年9月2日、麻生町・北浦町と合併し行方市となった。

## 地理
現在の行方市の北西部に位置する。
- 河川：梶無川、鎌田川
- 湖沼：霞ヶ浦

### 隣接していた自治体
市町村名は合併直前の2005年（平成17年）9月1日当時のもの
- かすみがうら市（旧新治郡霞ヶ浦町）
- 東茨城郡小川町
- 行方郡麻生町
- 行方郡北浦町
- 鹿島郡鉾田町

## 歴史

### 沿革
- 1889年（明治22年）4月1日 - 町村制の施行により、行方郡玉造町が発足。
- 1955年（昭和30年）1月1日 - 手賀村・立花村・玉川村・現原村と合併し、改めて玉造町が発足。
- 1975年（昭和50年）4月1日 - 国道355号（佐原市 - 石岡市間）が制定。
- 1987年（昭和62年）3月3日 - 霞ヶ浦大橋が開通。
- 1993年（平成5年）4月1日 - 国道354号（館林市 - 大洋村）が制定。
- 2005年（平成17年）9月2日 - 北浦町・麻生町と合併し行方市が発足。同日玉造町廃止。

### 行政区域変遷
- 変遷の年表

| 玉造町町域の変遷（年表） | 玉造町町域の変遷（年表） | 玉造町町域の変遷（年表） |
| 年                       | 月日                     | 旧玉造町町域に関連する行政区域変遷 |
| ------------------------ | ------------------------ | --- |
| 1889年（明治22年）       | 4月1日                   | 町村制施行により、以下の町村がそれぞれ発足。 - 玉造町 ← 玉造村が単独で町制施行 - 手賀村 ← 手賀村が単独で村制施行 - 立花村 ← 羽生村・八木蒔村・沖洲村・浜村 - 玉川村 ← 井上村・出沼村・藤井村・荒宿村 - 現原村 ← 捻木村・若海村・芹沢村・谷島村 |
| 1955年（昭和30年）       | 1月1日                   | 手賀村・立花村・玉川村・現原村と合併し、改めて玉造町が発足。 |
| 2005年（平成17年）       | 9月2日                   | 北浦町・麻生町と合併し行方市が発足。同日玉造町廃止。 |

- 変遷表

| 玉造町町域の変遷表 | 玉造町町域の変遷表 | 玉造町町域の変遷表 | 玉造町町域の変遷表  | 玉造町町域の変遷表    | 玉造町町域の変遷表    | 玉造町町域の変遷表 |
| 1868年 以前        | 1868年 以前        | 明治22年 4月1日    | 明治22年 - 昭和19年 | 昭和20年 - 昭和64年   | 平成元年 - 現在       | 現在               |
| ------------------ | ------------------ | ------------------ | ------------------- | --------------------- | --------------------- | ------------------ |
|                    | 玉造村             | 玉造町             | 玉造町              | 昭和30年1月1日 玉造町 | 平成17年9月2日 行方市 | 行方市             |
|                    | 手賀村             | 手賀村             | 手賀村              | 昭和30年1月1日 玉造町 | 平成17年9月2日 行方市 | 行方市             |
|                    | 羽生村             | 立花村             | 立花村              | 昭和30年1月1日 玉造町 | 平成17年9月2日 行方市 | 行方市             |
|                    | 八木蒔村           | 立花村             | 立花村              | 昭和30年1月1日 玉造町 | 平成17年9月2日 行方市 | 行方市             |
|                    | 沖洲村             | 立花村             | 立花村              | 昭和30年1月1日 玉造町 | 平成17年9月2日 行方市 | 行方市             |
|                    | 浜村               | 立花村             | 立花村              | 昭和30年1月1日 玉造町 | 平成17年9月2日 行方市 | 行方市             |
|                    | 井上村             | 玉川村             | 玉川村              | 昭和30年1月1日 玉造町 | 平成17年9月2日 行方市 | 行方市             |
|                    | 井沼村             | 玉川村             | 玉川村              | 昭和30年1月1日 玉造町 | 平成17年9月2日 行方市 | 行方市             |
|                    | 藤井村             | 玉川村             | 玉川村              | 昭和30年1月1日 玉造町 | 平成17年9月2日 行方市 | 行方市             |
|                    | 荒宿村             | 玉川村             | 玉川村              | 昭和30年1月1日 玉造町 | 平成17年9月2日 行方市 | 行方市             |
|                    | 捻木村             | 現原村             | 現原村              | 昭和30年1月1日 玉造町 | 平成17年9月2日 行方市 | 行方市             |
|                    | 若海村             | 現原村             | 現原村              | 昭和30年1月1日 玉造町 | 平成17年9月2日 行方市 | 行方市             |
|                    | 芹沢村             | 現原村             | 現原村              | 昭和30年1月1日 玉造町 | 平成17年9月2日 行方市 | 行方市             |
|                    | 谷島村             | 現原村             | 現原村              | 昭和30年1月1日 玉造町 | 平成17年9月2日 行方市 | 行方市             |

## 漁港
- 荒宿漁港
- 手賀漁港

## 教育
- 高等学校
  - 茨城県立玉造工業高等学校
- 中学校
  - 玉造町立玉造中学校
- 小学校
  - 玉造町立玉造小学校
  - 玉造町立羽生小学校
  - 玉造町立玉造西小学校
  - 玉造町立現原小学校
  - 玉造町立玉川小学校
  - 玉造町立手賀小学校
- 幼稚園
  - 玉造町立玉造幼稚園
  - 玉造町立玉川幼稚園
  - 玉造町立手賀幼稚園
  - 玉造町立現原幼稚園

## 交通

### 鉄道
- 鹿島鉄道
  - 鹿島鉄道線
    - 桃浦駅 - 八木蒔駅 - 浜駅 - 玉造町駅 - 榎本駅

※鹿島鉄道線は2007年4月1日に廃止

### 道路
- 一般国道
  - 国道354号
    - 道の駅たまつくり

  - 国道355号
    - 玉造バイパス
- 主要地方道
  - 茨城県道8号小川鉾田線
  - 茨城県道50号水戸神栖線
- 一般県道
  - 茨城県道116号鹿田玉造線
  - 茨城県道183号山田玉造線
  - 茨城県道360号大和田羽生線

## 店舗
- ベイシア
- セブン-イレブン
- コメリ

## 名所・旧跡・観光スポット・祭事・催事
- 玉造八景
  - 永幸寺
  - 高須公園
  - 宝幢院
  - 境稲荷神社
  - 玉造城跡
  - 一閑寺
  - 浜漁港
  - 関川橋
- 三昧塚古墳 -現在行方市の史跡。
- 井上長者館跡 - 大字井上所在の遺跡。ただし地上表示物等はない。

## 出身有名人
- 金田平一郎（法学者）
- 小林光恵（作家）